# Bokšić Lug
Bokšić Lug – wieś w Chorwacji, w żupanii osijecko-barańskiej, w gminie Đurđenovac. W 2011 roku liczyła 259 mieszkańców.